# FC Zlín
FC Zlín is een Tsjechische voetbalclub uit de Moravische stad Zlín.

## Geschiedenis
De club werd in 1919 opgericht als SK Zlín. De club promoveerde in 1938 voor het eerst naar de hoogste klasse. Het grootste succes was een 2de plaats achter Sparta Praag in 1945/46. Een jaar later werd de club uit de eerste klasse gezet wegens manipulatie van de uitslagen. In 1953 keerde de club voor een jaar terug, intussen was door het communistische regime de stadsnaam Zlín omgedoopt in Gottwaldov en dus veranderde ook de clubnaam in Gottwaldov.
Pas in 1969 kon de club opnieuw promoveren en een jaar later won de club de Tsjechische beker in de finale tegen LIAZ Jablonec en won vervolgens ook de Tsjecho-Slowaakse beker tegen Slovan Bratislava, na 2 gelijke spelen werd de beker in de strafschoppenreeks beslist. Een jaar later degradeerde de club echter opnieuw en in 1973 zakte de club zelfs weg naar de 3de klasse en kon pas in 1981 terugkeren naar de 2de klasse.
In 1993 werd de club 6de in de 2de klasse dat was goed genoeg om zich te plaatsen voor de nieuwe Tsjechische competitie na de splitsing van Tsjecho-Slowakije. Gottwaldov heette intussen opnieuw Zlín en FC Svit Zlín kon 3 jaar standhouden in de Gambrinus liga. De club keerde terug in 2002 en veranderde in 2003 de naam in FC Tescoma Zlín. In 2012 werd de naam FC Fastav Zlín aangenomen. In 2015 promoveerde de club, doordat FK Varnsdorf promotie moest weigeren, na zes jaar weer naar de hoogste klasse.
In 2017 won de club voor de tweede keer in de historie de Tsjechische beker. In de finale versloeg het SFC Opava met 0-1. Door deze winst kwalificeerde de club zich voor de Europa League en de eerste editie van de Česko-slovenský Superpohár. De Tsjecho-Slowaakse Supercup werd op strafschoppen van ŠK Slovan Bratislava gewonnen in het stadion van aartsrivaal 1. FC Slovácko.
Het stadion van Zlín voldeed niet aan de eisen voor Europees voetbal, daarom werden de drie Europese thuiswedstrijden in het seizoen 2017/18 afgewerkt in het Andrův stadion in Olomouc.
Na negen seizoenen op het hoogste niveau werd FC Zlín laatste in het seizoen 2023/24 en degradeerde naar de Fotbalová národní liga.

## Naamsveranderingen
- 1919 – Opgericht als SK Zlín (Sportovní klub Zlín)
- 1922 – SK Baťa Zlín (Sportovní klub Baťa Zlín)
- 1948 – ZK Botostroj I. Zlín (Závodní klub Botostroj I. Zlín)
- 1949 – ZSJ Sokol Svit Gottwaldov (Závodní sportovní jednota Sokol Svit Gottwaldov)
- 1950 – ZSJ Svit Gottwaldov (Závodní sportovní jednota Svit Gottwaldov)
- 1951 – ZSJ Svit Podvesná Gottwaldov (Závodní sportovní jednota Svit Podvesná Gottwaldov)
- 1953 – DSO Jiskra Podvesná Gottwaldov (Dobrovolná sportovní organizace Jiskra Podvesná Gottwaldov)
- 1954 – TJ Jiskra Podvesná Gottwaldov (Tělovýchovná jednota Jiskra Podvesná Gottwaldov)
- 1958 – fusie met TJ Spartak Gottwaldov → TJ Gottwaldov (Tělovýchovná jednota Gottwaldov)
- 1989 – SK Zlín (Sportovní kluv Zlín)
- 1990 – FC Svit Zlín (Football Club Svit Zlín, a.s.)
- 1996 – FC Zlín (Football Club Zlín, a.s.)
- 1997 – FK Svit Zlín (Fotbalový klub Svit Zlín, a.s.)
- 2001 – FK Zlín (Fotbalový klub Zlín, a.s.)
- 2003 – FC Tescoma Zlín (Football Club Tescoma Zlín, a.s.)
- 2012 – FC Fastav Zlín (Football Club Fastav Zlín, a.s.)
- 2022 – FC Trinity Zlín (Football Club Trinity Zlín, a.s.)
- 2023 – FC Zlín (Football Club Zlín, a.s.)

## Erelijst
| Nationaal tot 1993                             |    |      |
| Winnaar van Beker van Tsjechië                 | 1× | 1970 |
| Winnaar van Beker van Tsjecho-Slowakije        | 1× | 1970 |
| Nationaal sinds 1993                           |    |      |
| Winnaar van Beker van Tsjechië                 | 1× | 2017 |
| Internationaal                                 |    |      |
| Winnaar van Supercup van Tsjechië en Slowakije | 1× | 2017 |

## Eindklasseringen vanaf 1994 (grafiek)
| 11 |

| 14 |

| 15 |

| 3 |

| 5 |

| 8 |

| 8 |

| 5 |

| 2 |

| 7 |

| 7 |

| 10 |

| 11 |

| 13 |

| 8 |

| 15 |

| 3 |

| 11 |

| 10 |

| 6 |

| 11 |

| 3 |

| 13 |

| 6 |

| 10 |

| 9 |

| 13 |

| 14 |

| 12 |

| 15 |

| 16 |

| 1 |

| Fortuna liga | Fotbalová národní liga | ČFL / MSFL |

## FC Zlín in Europa
FC Zlín speelt sinds 1970 in diverse Europese competities. Hieronder staan de competities en in welke seizoenen de club deelnam:
- Europa League (1x)

2017/18
- Europacup II (1x)

1970/71

## Verbonden aan de club

### (Oud-)spelers
| - Jean-David Beauguel - Ondřej Čelůstka - Radek Görner - Zdeněk Grygera - Tomáš Hájek | - Roman Hubník - Tomáš Hübschman - Dominik Janošek - Petr Jiráček - Tomáš Kóňa | - Martin Lejsal - Ferry de Smalen - Daniel Zitka - Petr Jiráček |

### (Oud-)trainers
- Jozef Adamec
- Pavel Vrba